# الطيب بن خضراء
ولد الطيّب بن عبد الله بن الهاشمي بن خضراء في مدينة سلا بالمملكة المغربية عام 1307 هـ الموافق عام 1889 م من أسرة عريقة في الأدب والعلم والفقه والقضاء. حفظ القرآن الكريم على يد الشيخ الفقيه الحاج محمد بريطل وتلقى العلوم العربية والشرعية على يد والده الفقيه الحاج عبد الله بن الهاشمي بن خضراء قاضي قضاة المملكة الشريفة ومستشار السلطانين المولى الحسن الأول بن محمد والمولى عبد العزيز بن الحسن نور الله ضريحهما، كما على يد خيرة علماء مدينة سلا من بينهم الفقيه الطيب بن المدني الناصري والفقيه أحمد بلفقيه الجريري والفقيه أحمد بن خالد الناصري ثم انتقل مع والده إلى مدينة فاس حيث تلقى مختلف العلوم بجامعة القرويين وبعد تخرجه عاد إلى مدينة سلا والتحق بالبلاط الملكي بعد أن برز نبوغه في الأدب العربي حيث اختاره الحاجب الملكي السيد التهامي عبابو رئيسا لكتابته الخاصة، ونظم قصائد شعرية في مواضيع شتى أدبية وعلمية ودينية وصوفية تضمن بعضها ديوان عبد الرحمن بن زيدان المسمى اليمن الوافر  وتوجها برائعته البليغة همزية التنوير  التي ضاهى بها همزية الشيخ محمد البوصيري، وبعد أن انتهى من نظمها شرفه الله تعالى برؤية صادقة للنبي ص  في المنام، ولما استيقظ من نومه سجل الرؤيا في هذه الأبيات الشعرية :